# Pioneerprogrammet

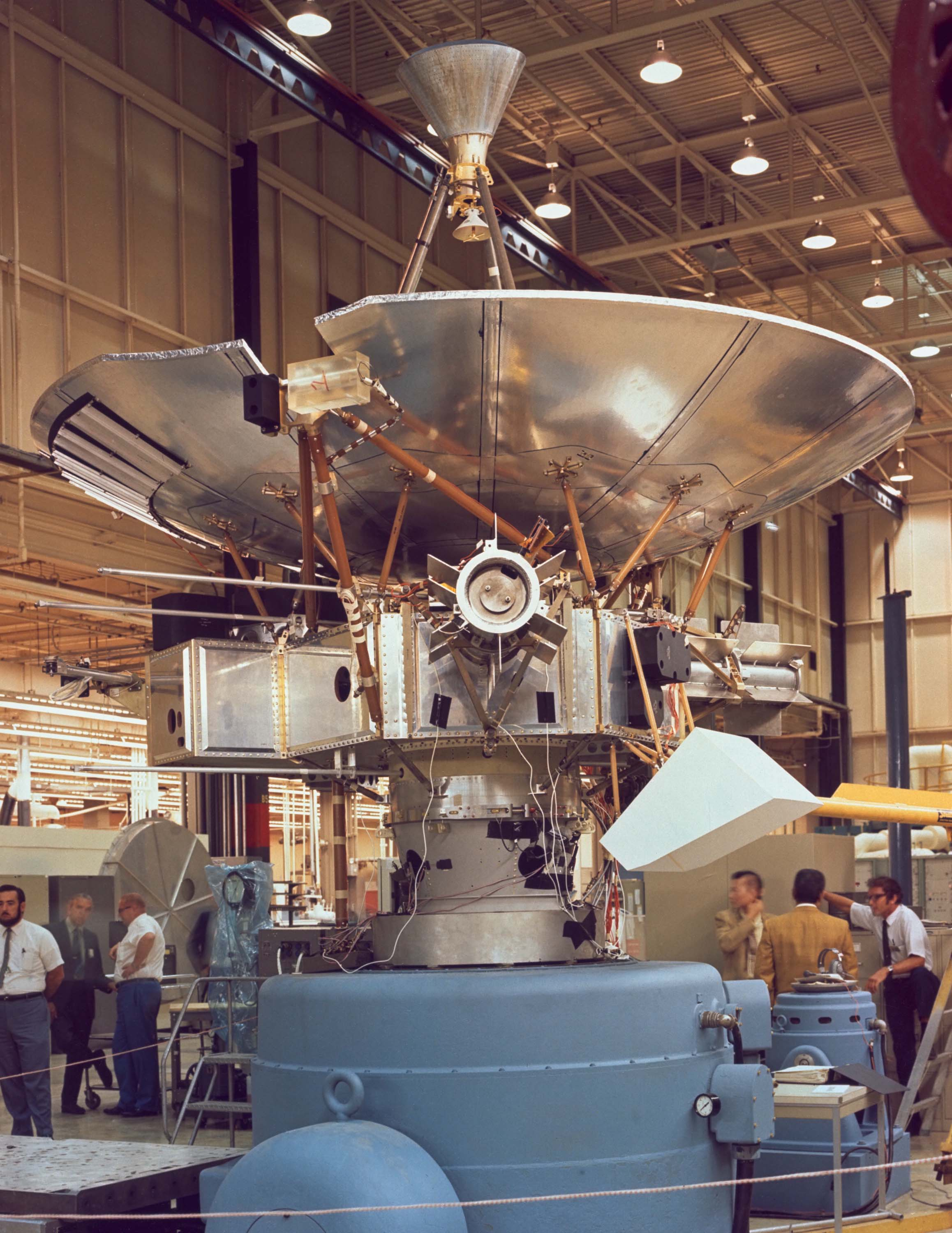
Pioneer 10 under montering år 1971. Pioneer 10 och 11 är de mest berömda sonderna i Pioneerprogrammet – de första sonderna som nådde till solsystemets yttre planeter och de första som for bortom Plutos bana.

Det amerikanska Pioneerprogrammet var en lång serie obemannade rymdsonder från NASA:s Jet Propulsion Laboratory med uppdrag att utforska solvinden och planetsystemet. Dess mest spektakulära uppskjutningar var Pioneer 10 och Pioneer 11, som utforskade de yttre planeterna och nu är på väg bort från solsystemet. Båda bär med sig en guldplakett som avbildar en man och en kvinna med information om ursprung och sondernas skapare, ifall de en dag skulle hittas av utomjordiskt liv. Pioneer 10 är på väg mot Aldebaran i Oxens stjärnbild. Den kommer att behöva drygt 2 miljoner år att nå fram.

## Svårförklarad hastighetsavdrift

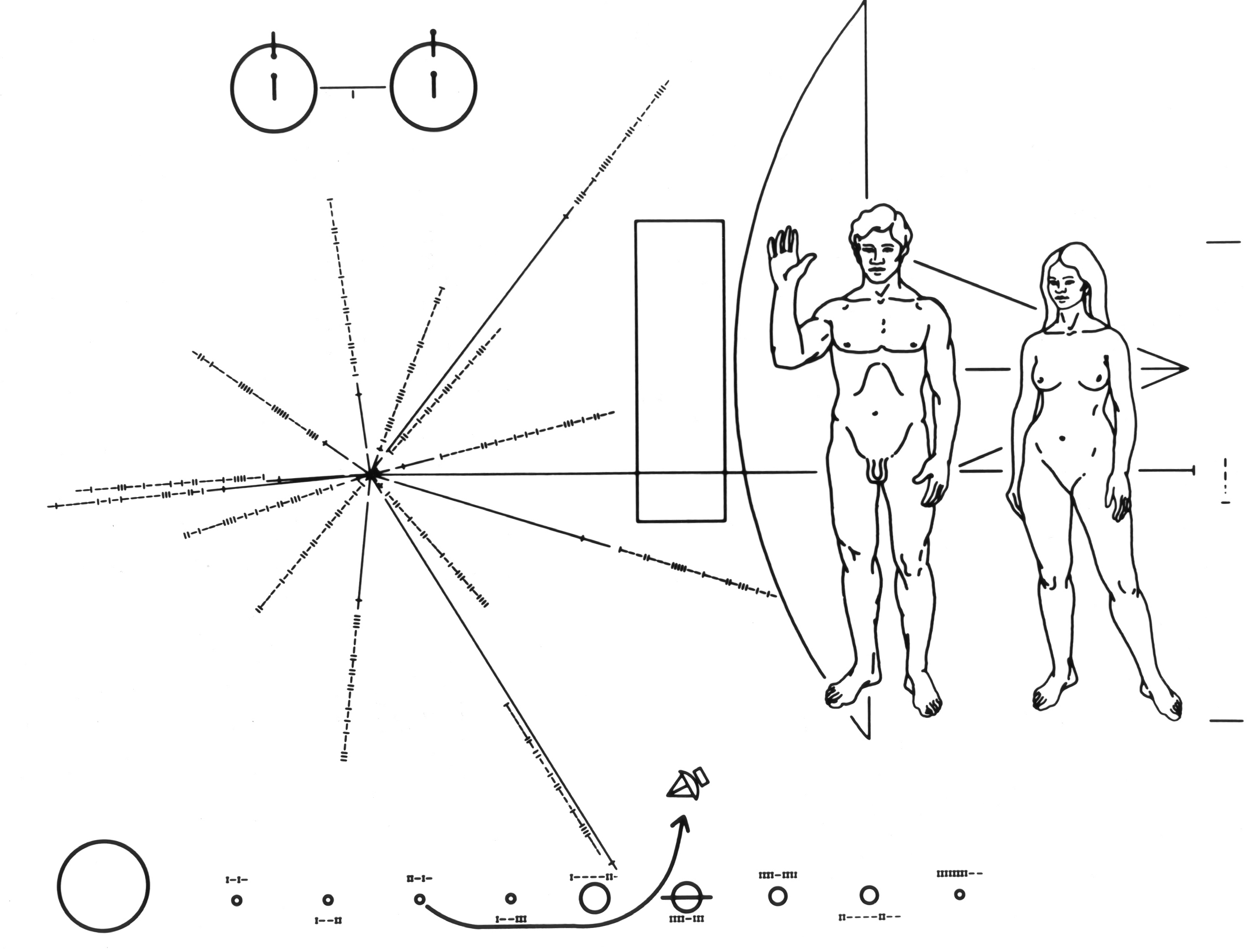
Plaketten ombord på Pioneer 10 och 11

Analys av radiospårningsdata från Pioneer 10 och 11 pekade på en liten avdrift i sondernas hastighet, jämfört med förväntade värden, som kom att kallas Pioneeranomalin. Avvikelsen yttrade sig som en konstant acceleration om (8.74 ± 1.33) × 10−10 m/s2 i riktning mot solen. Genom ett omfattande arbete kunde dock gamla telemetridata återfinnas som gav data om energiförbrukningen och temperaturen hos olika delar av sonden. Flera forskningsgrupper skapade detaljerade termiska modeller och anomalin kunde förklaras med den anisotropa värmestrålningen från sondernas radioisotopgeneratorer och vetenskapliga instrument.

## Sonderna
- Pioneer 0 – Månsatellit, förstördes vid avlyft
- Pioneer 1 – Månsatellit, förstördes 43 timmar efter avlyft
- Pioneer 2 – Månsatellit, förstördes kort efter avlyft
- Pioneer 3 – Månsond, förstördes 38 timmar efter avlyft
- Pioneer 4 – Månsond
- Pioneer P-1 (W) – Månsond, förstördes före start
- Pioneer P-3 (X) – Månsond, förstördes 45s efter avlyft
- Pioneer P-30 (Y) – Månsond
- Pioneer P-31 (Z) – Månsond
- Pioneer 5 (P-2) – Interplanetär sond för att utforska rymden mellan jorden och Venus
- Pioneer 6 (Pioneer A) – Heliocentriskt orienterad satellit.
- Pioneer 7 (Pioneer B) – Heliocentriskt orienterad satellit.
- Pioneer 8 (Pioneer C) – Heliocentriskt orienterad satellit.
- Pioneer 9 (Pioneer D) – Heliocentriskt orienterad satellit.
- Pioneer E – Exploderade vid uppskjutningen, augusti 1969
- Pioneer 10 (Pioneer F) – flög förbi Jupiter och är på väg mot den interstellära rymden, mars 1972
- Pioneer 11 (Pioneer G) – flög förbi Jupiter och Saturnus och är på väg mot den interstellära rymden, april 1973
- Pioneer H – identisk med Pioneer 10 och 11 men blev aldrig uppskjuten
- Pioneer Venus 1
- Pioneer Venus 2
  - Pioneer Venus Probe 1
  - Pioneer Venus Probe 2
  - Pioneer Venus Probe 3
  - Pioneer Venus Probe 4
- Pioneer 1P